# ジョゼ・ロベルト・ガマ・デ・オリベイラ
ベベット（Bebeto）ことジョゼ・ロベルト・ガマ・デ・オリベイラ（José Roberto Gama de Oliveira、1964年2月16日 - ）は、ブラジル・サルヴァドール出身の元サッカー選手、サッカー指導者。元ブラジル代表。ポジションはフォワード。
1989年度南米年間最優秀選手賞受賞者で、1992-93シーズンのラリーガ得点王である。またゆりかごダンスの生みの親でもある。

## クラブ経歴
ブラジルのCRフラメンゴではジーコの後継者と言われ6シーズンを過ごした。当初は活躍できるのか疑問視され、サポーターからブーイングを受けることすらあったが、次第に彼らの心を掴んだ。その後はCRヴァスコ・ダ・ガマで活躍した。
1992-93シーズン、FCバルセロナやバイエルン・ミュンヘンからのオファーを蹴り、1部に昇格したばかりのデポルティーボ・ラ・コルーニャに移籍した。1992-93シーズンの開幕戦となったセルタ戦でPKによるゴールを決め、以降の2試合でもゴールを奪い、開幕から3試合連続ゴールを決めると、10月2日のレアル・マドリード戦では2ゴールを決め勝利に貢献、10月16日のFCバルセロナ戦でも決勝ゴール、12月6日から1月27日まで7試合連続ゴールを決め、この間の1月3日エスパニョール戦では1PKを含む、ラリーガ移籍後初のハットトリックを決めるなど、29ゴールを決めラリーガの得点王となった。
1993-94シーズン、2月23日のアルバセテ・バロンピエ戦でハットトリックを決めるなど、リーグ戦では16ゴールを決め、最終節まで首位を走り、勝利すれば優勝というところまで行くが、はバレンシアと対戦し、試合中にPKを得たが、PKキッカーを務めていたドナトが既に交代、ベベトがPKを蹴ることを拒否、ジュキッチがこれを外した結果、引き分けに終わり、FCバルセロナがセビージャに勝利したことで逆転優勝を許した。
1994-95シーズン、4月9日のCDテネリフェ戦でハットトリックを決めるなど、リーグ戦では16ゴールを決めた。またコパ・デル・レイの優勝に貢献した。
1995-96シーズン、10月1日のアルバセテ・バロンピエ戦では一人で5ゴールを決め、12月21日のレアル・マドリード戦ではハットトリック、最終節のバルセロナ戦でも2ゴールを決めるなど、リーグ戦で25ゴールを決めた。在籍中の4シーズンで131試合86ゴールを決める活躍をした。その後フラメンゴに復帰、1996-97シーズンにはセビージャに移籍したが、5試合でノーゴールに終わり短期で退団した。
1997年には短期のレンタル移籍でクルゼイロECに加入し、トヨタカップの獲得を目指し、ボルシア・ドルトムントとの試合に先発出場したが0-2と敗れた。
1999年、 ワールドサッカー誌の20世紀の偉大なサッカー選手100人で100位に選出された。
2000年にはジーコからの誘いを受け、サンダーランドからのオファーを断り、Jリーグの鹿島アントラーズに入団。大きく注目を集め、本人も入団会見で得点王宣言をするなど活躍が期待されたが、4月1日の横浜F・マリノス戦でJリーグ初ゴールを決めるも、全く水が合わず8試合出場しその1ゴールを挙げたのみで退団した。

## 代表経歴
1989年度の南米選手権で6ゴールを決め得点王となり優勝に大きく貢献、南米年間最優秀選手賞を受賞した。1990年のイタリアW杯に出場したが、プレータイムは僅か7分に終わった。
1994年のアメリカW杯ではロマーリオと2トップを組み、グループリーグのカメルーン戦で1ゴール、決勝トーナメントのアメリカ戦、準々決勝のオランダ戦で1ゴール1アシストを決めるなど、ブラジルの4回目の優勝に貢献した。オランダ戦でゴールを決めた時に、自身の子供の誕生を祝うゆりかごダンスを披露した。この時のベベトによるゆりかごダンスが有名になり現在も使われている。
1996年にはアトランタ五輪にオーバーエイジとして参加。ポルトガルとの3位決定戦でハットトリックを決めるなど、チームトップとなる大会6得点を挙げ、銅メダル獲得に貢献。
1998年にはフランスW杯に出場、グループリーグのスコットランド戦ではセザール・サンパイオのゴールをアシスト、モロッコ戦、ノルウェー戦ではゴールを決めると、準々決勝のデンマーク戦では先制点を決めるなど、決勝進出に貢献、決勝ではフランスに敗れて連覇は出来なかった。

## 引退後
引退後の2010年、ブラジルのリオデジャネイロ州会議員選挙に立候補し、当選を果たした、その後2度連続して当選した。2012年2月、2014年ブラジルW杯大会組織委員会理事に就任。

## 家族
1994年のワールドカップで披露した「ゆりかごダンス」時に誕生した息子マテウスは、父も在籍したCRフラメンゴや、ポルトガルの名門クラブスポルティング・リスボンで活躍している。

## その他
ロマーリオとベベトが共にプレーした試合におけるブラジル代表は無敗であった。

## 個人成績
出典
| 国内大会個人成績 | 国内大会個人成績   | 国内大会個人成績 | 国内大会個人成績 | 国内大会個人成績 | 国内大会個人成績            | 国内大会個人成績 | 国内大会個人成績 | 国内大会個人成績 | 国内大会個人成績 | 国内大会個人成績 | 国内大会個人成績 |
| 年度             | クラブ             | 背番号           | リーグ           | リーグ戦         | リーグ戦                    | リーグ杯         | リーグ杯         | オープン杯       | オープン杯       | 期間通算         | 期間通算         |
| 年度             | クラブ             | 背番号           | リーグ           | 出場             | 得点                        | 出場             | 得点             | 出場             | 得点             | 出場             | 得点             |
| ブラジル         | ブラジル           | ブラジル         | ブラジル         | リーグ戦         | リーグ戦                    | ブラジル杯       | ブラジル杯       | オープン杯       | オープン杯       | 期間通算         | 期間通算         |
| ---------------- | ------------------ | ---------------- | ---------------- | ---------------- | --------------------------- | ---------------- | ---------------- | ---------------- | ---------------- | ---------------- | ---------------- |
| 1982             | ヴィトーリア       |                  |                  |                  |                             |                  |                  |                  |                  |                  |                  |
| 1983             | フラメンゴ         |                  |                  | 2                | 0                           |                  |                  |                  |                  |                  |                  |
| 1984             | フラメンゴ         |                  |                  | 11               | 5                           |                  |                  |                  |                  |                  |                  |
| 1985             | フラメンゴ         |                  |                  | 22               | 9                           |                  |                  |                  |                  |                  |                  |
| 1986             | フラメンゴ         |                  |                  | 17               | 5                           |                  |                  |                  |                  |                  |                  |
| 1987             | フラメンゴ         |                  |                  | 14               | 6                           |                  |                  |                  |                  |                  |                  |
| 1988             | フラメンゴ         |                  |                  | 14               | 9                           |                  |                  |                  |                  |                  |                  |
| 1989             | ヴァスコ・ダ・ガマ |                  |                  | 12               | 6                           |                  |                  |                  |                  |                  |                  |
| 1990             | ヴァスコ・ダ・ガマ |                  |                  | 8                | 1                           |                  |                  |                  |                  |                  |                  |
| 1991             | ヴァスコ・ダ・ガマ |                  |                  | 8                | 3                           |                  |                  |                  |                  |                  |                  |
| 1992             | ヴァスコ・ダ・ガマ |                  |                  | 25               | 18                          |                  |                  |                  |                  |                  |                  |
| スペイン         | スペイン           | スペイン         | スペイン         | リーグ戦         | リーグ戦                    | 国王杯           | 国王杯           | オープン杯       | オープン杯       | 期間通算         | 期間通算         |
| 1992-93          | デポルティーボ     |                  |                  | 37               | 29                          |                  |                  |                  |                  |                  |                  |
| 1993-94          | デポルティーボ     |                  |                  | 34               | 16                          |                  |                  |                  |                  |                  |                  |
| 1994-95          | デポルティーボ     |                  |                  | 26               | 16                          |                  |                  |                  |                  |                  |                  |
| 1995-96          | デポルティーボ     |                  |                  | 34               | 25                          |                  |                  |                  |                  |                  |                  |
| ブラジル         | ブラジル           | ブラジル         | ブラジル         | リーグ戦         | リーグ戦                    | ブラジル杯       | ブラジル杯       | オープン杯       | オープン杯       | 期間通算         | 期間通算         |
| 1996             | フラメンゴ         |                  |                  | 15               | 7                           |                  |                  |                  |                  |                  |                  |
| スペイン         | スペイン           | スペイン         | スペイン         | リーグ戦         | リーグ戦                    | 国王杯           | 国王杯           | オープン杯       | オープン杯       | 期間通算         | 期間通算         |
| 1996-97          | セビージャ         |                  |                  | 5                | 0                           |                  |                  |                  |                  |                  |                  |
| ブラジル         | ブラジル           | ブラジル         | ブラジル         | リーグ戦         | リーグ戦                    | ブラジル杯       | ブラジル杯       | オープン杯       | オープン杯       | 期間通算         | 期間通算         |
| 1997             | ヴィトーリア       |                  |                  | 8                | 8                           |                  |                  |                  |                  |                  |                  |
| 1997             | クルゼイロ         |                  |                  | 0                | 0                           |                  |                  |                  |                  |                  |                  |
| 1998             | ボタフォゴ         |                  |                  | 17               | 9                           |                  |                  |                  |                  |                  |                  |
| 1999             | ボタフォゴ         |                  |                  | 0                | 0                           |                  |                  |                  |                  |                  |                  |
| メキシコ         | メキシコ           | メキシコ         | メキシコ         | リーグ戦         | リーグ戦                    | コパMX           | コパMX           | オープン杯       | オープン杯       | 期間通算         | 期間通算         |
| 1998-99          | トロス・ネサ       |                  |                  | 8                | 2                           |                  |                  |                  |                  |                  |                  |
| 日本             | 日本               | 日本             | 日本             | リーグ戦         | リーグ戦                    | リーグ杯         | リーグ杯         | 天皇杯           | 天皇杯           | 期間通算         | 期間通算         |
| 2000             | 鹿島               | 8                | J1               | 8                | 1                           | 0                | 0                | -                | -                | 8                | 1                |
| ブラジル         | ブラジル           | ブラジル         | ブラジル         | リーグ戦         | リーグ戦                    | ブラジル杯       | ブラジル杯       | オープン杯       | オープン杯       | 期間通算         | 期間通算         |
| 2000             | ヴィトーリア       |                  |                  | 3                | 0                           |                  |                  |                  |                  |                  |                  |
| 2001             | ヴァスコ・ダ・ガマ |                  |                  | 8                | 2                           |                  |                  |                  |                  |                  |                  |
| 2002             | ヴァスコ・ダ・ガマ |                  |                  | 0                | 0                           |                  |                  |                  |                  |                  |                  |
| サウジアラビア   | サウジアラビア     | サウジアラビア   | サウジアラビア   | リーグ戦         | リーグ戦                    | リーグ杯         | リーグ杯         | オープン杯       | オープン杯       | 期間通算         | 期間通算         |
| 2002-03          | アル・イテハド     |                  |                  | 5                | 1                           |                  |                  |                  |                  |                  |                  |
| 通算             | ブラジル           | ブラジル         |                  | 184              | 88\|\|\|\|\|\|\|\|\|\|\|\|  |                  |                  |                  |                  |                  |                  |
| 通算             | スペイン           | スペイン         |                  | 136              | 86\|\|\|\|\|\|\|\|\|\|\|\|  |                  |                  |                  |                  |                  |                  |
| 通算             | メキシコ           | メキシコ         |                  | 8                | 2\|\|\|\|\|\|\|\|\|\|\|\|   |                  |                  |                  |                  |                  |                  |
| 通算             | 日本               | 日本             | J1               | 8                | 1                           | 0                | 0                | -                | -                | 8                | 1                |
| 通算             | サウジアラビア     | サウジアラビア   |                  | 5                | 1\|\|\|\|\|\|\|\|\|\|\|\|   |                  |                  |                  |                  |                  |                  |
| 総通算           | 総通算             | 総通算           | 総通算           | 341              | 178\|\|\|\|\|\|\|\|\|\|\|\| |                  |                  |                  |                  |                  |                  |

## 代表歴

### 出場大会
- ブラジル代表
  - コパ・アメリカ1989（優勝）
  - 1990 FIFAワールドカップ（ベスト16、1試合0得点）
  - 1994 FIFAワールドカップ（優勝、7試合3得点）
  - 1998 FIFAワールドカップ（準優勝、7試合3得点）

- U-23ブラジル代表
  - 1988 ソウルオリンピック（銀メダル）
  - 1996 アトランタオリンピック（3位）※オーバーエイジ

### 試合数
- 国際Aマッチ 75試合 39得点（1985年-1998年）[14]

出典
| ブラジル代表 | 国際Aマッチ | 国際Aマッチ |
| 年           | 出場        | 得点        |
| ------------ | ----------- | ----------- |
| 1985         | 6           | 0           |
| 1986         | 0           | 0           |
| 1987         | 0           | 0           |
| 1988         | 0           | 0           |
| 1989         | 18          | 10          |
| 1990         | 3           | 0           |
| 1991         | 5           | 0           |
| 1992         | 8           | 7           |
| 1993         | 9           | 7           |
| 1994         | 11          | 8           |
| 1995         | 2           | 2           |
| 1996         | 1           | 1           |
| 1997         | 3           | 1           |
| 1998         | 9           | 3           |
| 通算         | 75          | 39          |